# 任天堂光盘
任天堂光盘是一种由任天堂发布的用来存储游戏软件的光盘，通常包括任天堂GameCube游戏光碟、任天堂Wii光盘和任天堂Wii U光盘。任天堂GameCube的游戏光盘物理大小等于一张MiniDVD，而Wii和Wii U的光盘物理大小相当于一张DVD。任天堂已经发出声明说Wii光盘可以由Wii U所兼容，GameCube可被用于Wii的向后兼容。光盘的冲切区位于光盘表面的内环中。

## 格式

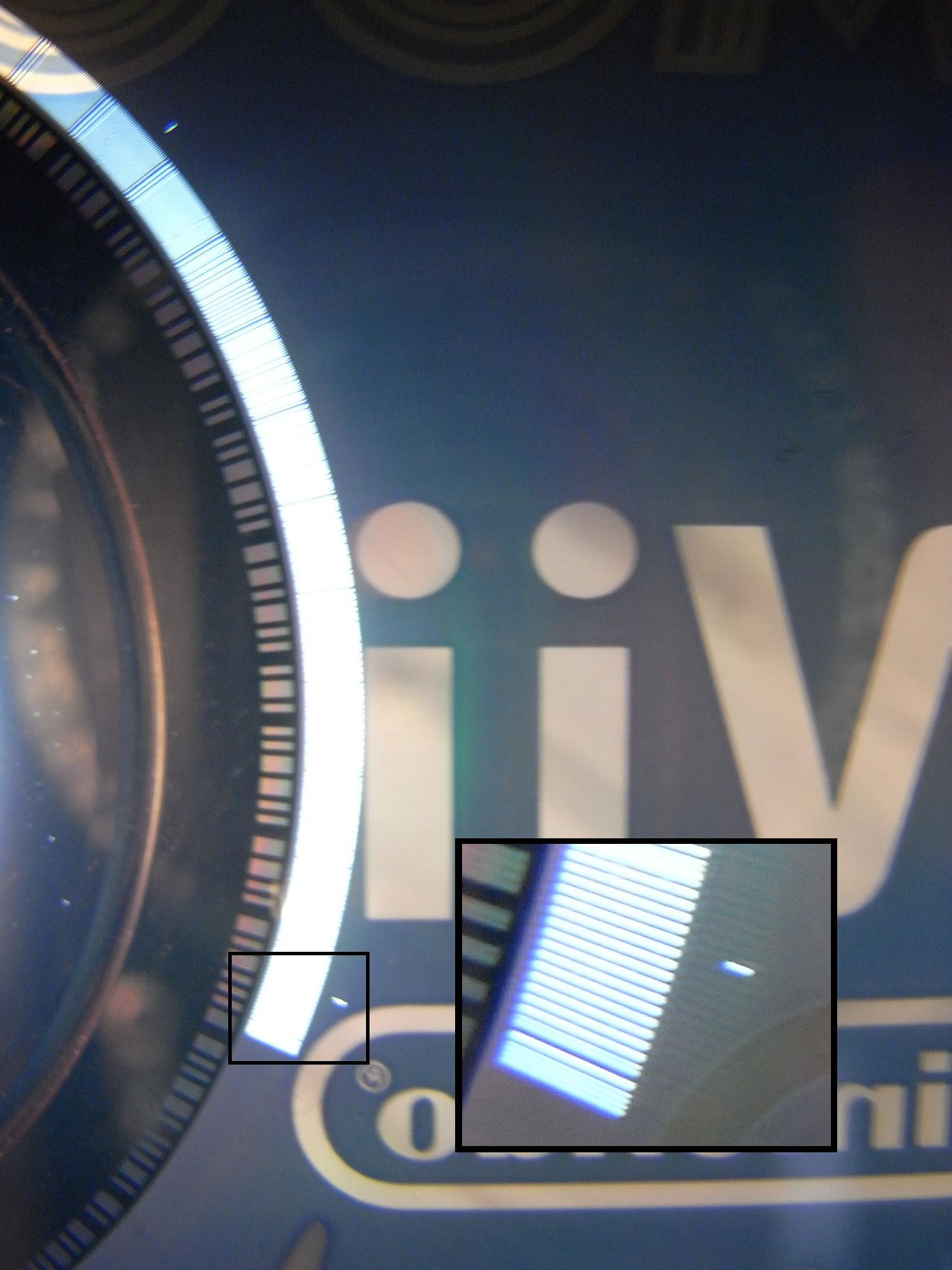
任天堂光碟上的一段沖切區（BCA）記號，另外可看見六道額外刻錄記號的其中兩道。

### 任天堂GameCube遊戲光碟
任天堂GameCube遊戲光碟（Nintendo GameCube Game Disc，DOL-006）是任天堂GameCube主機使用的遊戲媒體，由松下電器開發，之後透過向下相容功能也可於Wii主機上使用。GameCube遊戲光碟的容量為1.5 GB，使用MiniDVD的技術基礎，以恒定角速度（CAV）的方式讀取。任天堂基於防止盜版遊戲、減少讀取時間，以及降低成本（無需支付授權費用給DVD論壇）等因素選擇了這個儲存媒體。這樣也使得GameCube主機無法作為一般的DVD播放器使用。
GameCube遊戲光碟的缺點之一是容量相對較小：某些資料量龐大的遊戲必須使用兩片光碟。部分跨平台的遊戲必須將內容做出刪減才能符合GameCube遊戲光碟的容量。動畫影片和音訊檔案必須更加壓縮才能放入光碟中，因而造成畫質和音質上的損失。在GameCube以前任天堂一直是使用卡匣作為遊戲媒體。

### Wii光碟
Wii光碟（Wii Optical Disc，RVL-006）是Wii遊戲主機使用的實體儲存媒體，由松下電器開發。任天堂基於上一代的技術做出改進，使用了12公分、8.54 GB以DVD為基礎的光碟，保留了GameCube遊戲光碟的優點，同時也將容量提升至標準雙層DVD-ROM相同。雖然Wii支援雙層光碟的使用，但直到《任天堂明星大亂鬥X》推出之前的所有作品都僅使用單層的光碟。 隨著《任天堂明星大亂鬥X》的上市，任天堂承認Wii可能因為讀取鏡頭髒污而導致無法順利讀取雙層光碟。任天堂事後為讀取雙層光碟出現問題的Wii主機提供維修， 並推出鏡頭清潔組讓顧客購買使用。

### Wii U光碟
Wii U光碟（Wii U Optical Disc，WUP-006）是Wii U遊戲主機使用的實體儲存媒體，由松下電器開發。Wii U系統可透過向下相容功能支援Wii光碟，但無法讀取任天堂GameCube遊戲光碟。根據報導指出，為了控制成本，Wii U同樣使用由松下開發和生產的光碟格式，每層的容量達到25 GB。與一般的光碟比起來，Wii U光碟片有著較為細緻、圓滑的邊緣。

## 沖切區（BCA）
每一張任天堂光碟都有著沖切區（BCA，burst cutting area）記號，這是一種使用YAG雷射刻錄在光碟上的條碼。沖切區記號中記錄了硬體防拷貝裝置解碼所需的資訊，以及用戶可存取的64位元未加密資訊。
沖切區記號使用肉眼即可看見。這個記號與所有光碟片上都印有的國際唱片業協會（IFPI）記號並不相同。沖切區記號可在直徑22.3±0.4 mm和23.5±0.5 mm處之間看見。在沖切區記號外側有著六道間距相同的額外刻錄記號，與防拷貝機制有關。這些小記號在將光碟放在強光前方時可以清楚看見。

## 另見
- GD-ROM

## 資料來源
1. 1 2  . Nintendo World Report. 2001-03-07  [2011-07-06]. （原始内容存档于2020-06-18）.
2. ↑  Casamassina, Matt. . IGN. 2006-09-12  [2006-09-07]. （原始内容存档于2011-08-22）.
3. ↑  . Avrev.com. 2003-06-01  [2011-07-06]. （原始内容存档于2011-10-27）.
4. ↑  . GameSpy. 2003-07-30  [2006-09-07]. （原始内容存档于2011-07-23）.
5. ↑  Pian, Sharon. . Community.seattletimes.nwsource.com. 2001-11-11  [2011-07-06]. （原始内容存档于2012-10-03）.
6. ↑  . Smh.com.au. 2003-09-13  [2011-07-06]. （原始内容存档于2012-11-08）.
7. ↑  . Everybody Plays. Everybody Plays.   [2011-07-06]. （原始内容存档于2015-02-11）.
8. ↑  . SlashGear.   [2011-07-06]. （原始内容存档于2020-06-18）.
9. 1 2 3  . TG Daily. 2008-02-06  [2011-07-06]. （原始内容存档于2020-06-18）.
10. ↑  Scott Colbourne. . Toronto: The Globe and Mail. 2008-03-20  [2011-07-06].
11. ↑  Nintendo of America. . Nintendo of America.   [2008-03-09]. （原始内容存档于2008-03-10）.
12. ↑  Klepek, Patrick. . Giant Bomb. 2011-06-08  [2011-07-06]. （原始内容存档于2020-06-18）.
13. ↑  Gilbert, Ben. . Engadget. 2012-11-12  [2012-11-18]. （原始内容存档于2018-07-25）.
14. 1 2  . debugmode.   [2013-05-21]. （原始内容存档于2020-06-18）.